# بالاديوم لندن
بالاديوم لندن مسرح في ويست إند من الدرجة الثانية بمساحة 2,286 مقعدًا ويقع في شارع أرغيل في لندن في منطقة سوهو الشهيرة. افتتح في عام 1910 ، أحد أكثر المسرح شهرة في العاصمة وربما في المملكة المتحدة، وذلك بسبب عروضه الموسيقية المتنوعة التي تم بثها في الخمسينيات والستينيات من القرن الماضي ومجموعة من المشاهير المشهورين الذين أدوا عروضا على المسرح. على مر السنين شهد العديد من العروض وأعمالًا متنوعة، ومسرحيات موسيقية، من إنتاجات موسيقية بارزة مسرحية أنا والملك مايو 2000 ، استنادًا إلى رواية مارغريت لاندون آنا وملك سيام، كتب رودجرز وهامرستين الفيلم الموسيقي برودواي في عام 1951. 

## روابط خارجية
- موقع بلاديوم لندن الرسمي
- تاريخ بالاديوم لندن
- The Palladium Pantomimes It's Behind You
- Building history, Survey of London, vols 31 and 32 (1963)
- London Palladium تاريخ المسرح مع العديد من الصور والبرامج الأصلية. قاعة الموسيقى وموقع تاريخ المسرح - مخصص لآرثر لويد، 1839 – 1904
- Moss Empires' Theatres in the Fifties by Donald Auty, Music Hall and Theatre History Site – Dedicated to Arthur Lloyd, 1839 – 1904